# 703
Cette page concerne l'année 703  du calendrier julien. Pour l'année 703 av. J.-C., voir 703 av. J.-C. Pour le nombre 703, voir 703 (nombre).
L'année 703 est une année commune qui commence un lundi.

## Événements
- Les armées tibétaines envahissent le Jan (une partie du futur Nanzhao) au nord-ouest du Yunnan, région de chevaux et de sel[1].
- Première campagne de reconstruction de la grande mosquée de Kairouan à l'époque du gouverneur omeyyade Hassan Ibn Numan[2].
- Construction de l'abbaye Saint-Vincent du Volturne en Italie[3].

## Décès en 703
- 13 janvier: Jitō, impératrice du Japon.